# La Magdalena (Cartagena)
La Magdalena es una localidad y   diputación del municipio de Cartagena de la comunidad autónoma de Murcia en España. Se encuentra a 10 km del núcleo urbano y limita al norte con La Aljorra, al sur con Canteras y Perín, al oeste con Campo Nubla y Los Puertos de Santa Bárbara y al este con El Plan.

## Distrito Cartagena Oeste
Canteras pertenece al distrito 1 o distrito Cartagena Oeste, que también comprende las diputaciones de:
- Canteras
- Los Puertos
- Perín
- La Magdalena
- Campo Nubla

## Demografía
El padrón municipal de 2012 asigna a la diputación 3.693 habitantes, repartidos en los siguientes núcleos de población: Cuesta Blanca Abajo (136), El Higueral (21), El Palmero (134), La Magdalena (126), Los Carriones (14), Los Castillejos (114), Los Segados (92), Los Simonetes (41), Molinos Marfagones (2.687), Pozo de los Palos (208) y San Isidro (120).

## Economía
El motor económico magdaleno ha sido históricamente la agricultura de secano, cuyos productos a cultivar han ido variando. Si en el pasado el cereal y el heno eran los elementos de sembrado principal, a partir del siglo XX se fueron introduciendo cambios que afectaron al paisaje cultivado.
La localidad de El Palmero practica la agricultura intensiva con brécol y acelga, productos de gran demanda en los países de la Unión Europea. San Isidro también dedica sus campos al brécol y el almendro, mientras que las tierras rojizas de Cuesta Blanca, que deben su color a su riqueza en hierro, cultivan almendros y cítricos.
Molinos Marfagones es la población con mayor número de habitantes, capital de la diputación y donde tiene acceso la autopista AP7 a través de la CT-31. Concentra sus recursos en el sector terciario, pudiendo encontrar en él muchos establecimientos comerciales.

## Historia
No encontramos referencias al territorio antes del siglo XVII, por lo que podemos suponer que permaneció despoblado, una situación que el Campo de Cartagena en general vivió durante siglos. Probando esta teoría encontramos en la diputación la Torre del Moro y la Torre Rubia, levantadas en el siglo XVI para asegurar la zona de paso para el pastoreo frente a las incursiones de la piratería berberisca.
En el repartimiento de 1683 figuran ya algunos topónimos de la zona que consistían mayormente en pagos o aldeas vinculadas a la agricultura, como La Magdalena, Pozo de los Palos y Toledano. En 1715 volvemos a encontrar La Magdalena en los registros municipales, esta vez por un balance estadístico sobre el cobro de impuestos sobre la sal y agrupando bajo ella diversas localidades, y para 1755 el Catastro de Ensenada incluye en la diputación bienes inmuebles pertenecientes al Cabildo catedralicio de la Diócesis y a la Orden de Carmelitas Descalzos.
El número de habitantes del distrito ascendía en 1771 a 756 habitantes, y en 1787 el Censo de Floridablanca le atribuía a un total de 938, tomando a La Magdalena como cabeza de partido y describiéndola como aldea de realengo con alcalde pedáneo.
A comienzos del siglo XX, el término municipal de Cartagena se divide en 23 diputaciones, y tiene a La Magdalena como cabecera del noveno distrito, en el que se encuadran Campo Nubla, Los Puertos de Santa Bárbara y Perín. Por real orden del 10 de julio de 1896 y a efectos del registro de la propiedad forma parte de la Tercera Sección, junto a Campo Nubla, Canteras, El Albujón, El Plan, La Aljorra, Los Puertos de Santa Bárbara, Miranda, Perín y San Antonio Abad.
Durante la guerra civil española, las autoridades republicanas decidieron cambiar el nombre de la diputación por «Aida Lafuente», mientras que el caserío de San Isidro hizo lo propio a «Buenaventura Durruti».

## Patrimonio
Como ya se ha relatado antes, durante mucho tiempo las únicas edificaciones de importancia en la diputación fueron la Torre del Moro y la Torre Rubia. La primera se encuentra en las cercanías de Cuesta Blanca, mientras que la otra se localiza a 500 metros de Molinos Marfagones. Ambas fueron construidas en el siglo XVI y están catalogadas como Bien de Interés Cultural.
Con el paso del tiempo, la amenaza berberisca remitió y la población pudo vivir en asentamientos estables y con ello llegó la arquitectura civil con exponentes como la ermita de La Magdalena y los molinos de viento, típicos en la comarca.